# Gripe espanhola
A gripe espanhola, também conhecida como gripe de 1918, foi uma vasta e mortal pandemia do vírus influenza. De janeiro de 1918 a dezembro de 1920, infectou uma estimativa de 500 milhões de pessoas, cerca de um quarto da população mundial na época. Estima-se que o número de mortos esteja entre 17 milhões e 50 milhões, e possivelmente até 100 milhões, tornando-a uma das epidemias mais mortais da história da humanidade. A gripe espanhola foi a primeira de duas pandemias causadas pelo influenzavirus H1N1, sendo a segunda ocorrida em 2009.
Para manter o ânimo, os censores da Primeira Guerra Mundial minimizaram os primeiros relatos de doenças e sua mortalidade na Alemanha, Reino Unido, França e Estados Unidos. Os artigos eram livres para relatar os efeitos da pandemia na Espanha, que se manteve neutra, como a grave enfermidade que acometeu o rei Afonso XIII. Tais artigos criaram a falsa impressão que a Espanha estava sendo especialmente atingida. Consequentemente, a pandemia se tornou conhecida como "gripe espanhola". Os dados históricos e epidemiológicos são inadequados para identificar com segurança a origem geográfica da pandemia, com diferentes pontos de vista sobre sua origem.
A maioria dos surtos de gripe mata desproporcionalmente os mais jovens e os mais velhos, com uma taxa de sobrevivência mais alta entre os dois, mas a pandemia de gripe espanhola resultou em uma taxa de mortalidade acima do esperado para adultos jovens. Os cientistas ofereceram várias explicações possíveis para esta alta taxa de mortalidade de 2 a 3%. Algumas análises mostraram que o vírus foi particularmente mortal por desencadear uma tempestade de citocinas, que destrói o sistema imunológico mais forte de adultos jovens. Por outro lado, uma análise de 2007 de revistas médicas do período da pandemia descobriu que a infecção viral não era mais agressiva que as estirpes anteriores de influenza. Em vez disso, asseveraram que a desnutrição, falta de higiene e os acampamentos médicos e hospitais superlotados promoveram uma superinfecção bacteriana, responsável pela alta mortalidade.

## Nome
Durante a Primeira Guerra Mundial, os países aliados frequentemente chamaram a pandemia de "gripe espanhola." Isso ocorreu principalmente pois a pandemia recebeu maior atenção da imprensa na Espanha do que no resto do mundo, uma vez que o país não estava envolvido na guerra e não havia censura. Na Espanha, recebeu o nome de "gripe francesa". Em Portugal é mais conhecida como "gripe pneumónica" ou simplesmente "a pneumónica". A Espanha teve um dos piores surtos iniciais da doença, e autoridades de saúde do país buscaram chamar a pandemia de "apenas gripe" ou "a gripe", de modo a evitar o pânico entre a população. Embora os cientistas não saibam ao certo a origem da pandemia (ver seção abaixo), é improvável que tenha iniciado na Espanha.

## História

### Hipóteses sobre a origem

#### Reino Unido

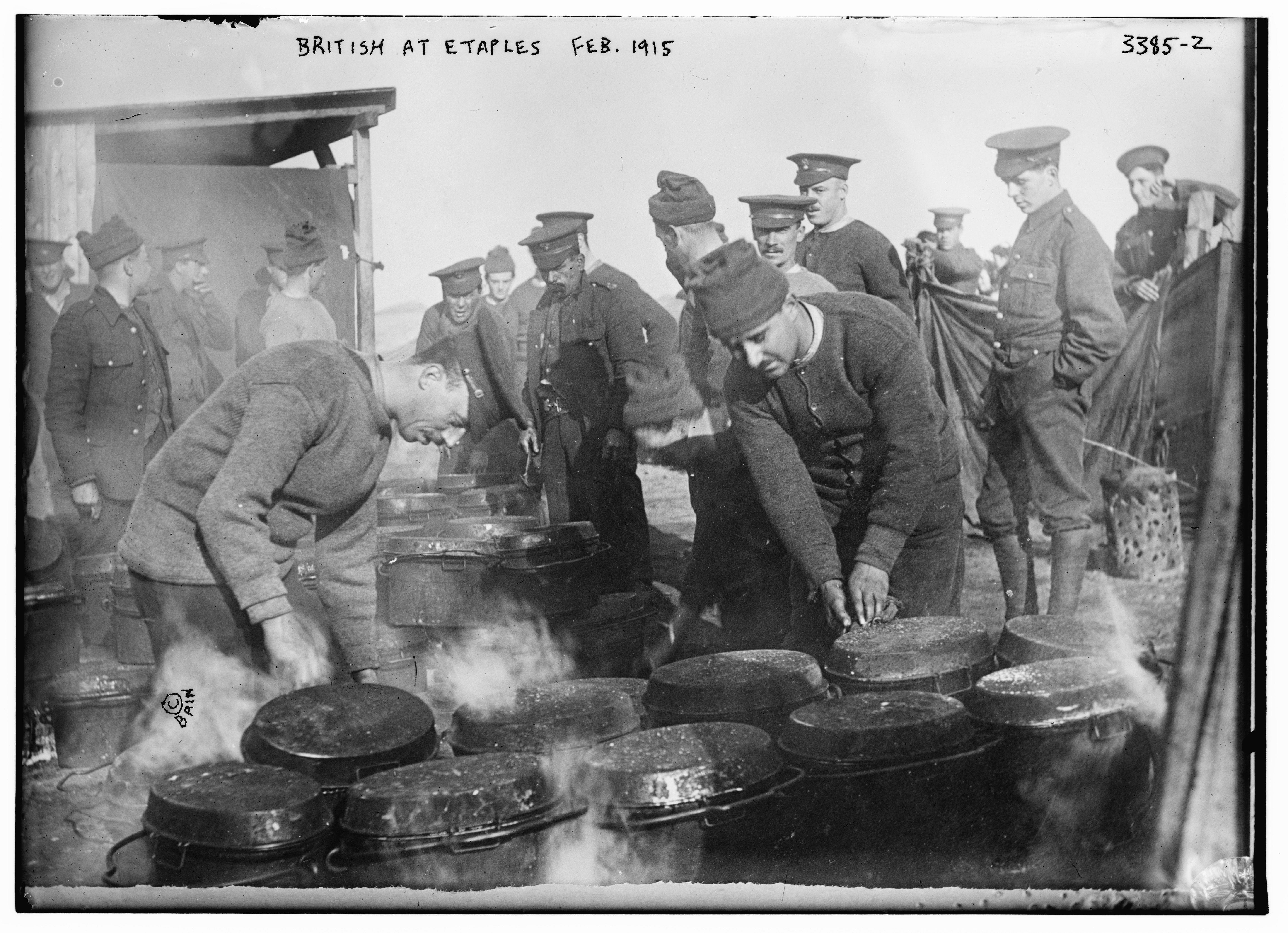
Soldados britânicos em Étaples, França, em fevereiro de 1915.

As tropas britânicas e o acampamento hospitalar em Étaples, na França, foram teorizados por pesquisadores como estando no centro da gripe espanhola. A pesquisa foi publicada em 1999 por uma equipe britânica liderada pelo virologista John Oxford. No final de 1917, militares patologistas relataram o aparecimento de uma nova doença com alta mortalidade que mais tarde reconheceram como gripe. O acampamento e o hospital superlotados eram o local ideal para a propagação de um vírus respiratório. O hospital tratou milhares de vítimas de ataques químicos e outras causalidades, e 100 000 soldados atravessavam o acampamento todos os dias.
O local utilizado pelos britânicos em Étaples também era o lar de uma pocilga, e as aves eram trazidas das aldeias vizinhas de forma regular para serem utilizadas como suprimentos. Oxford e sua equipe postularam que um vírus precursor significativo, alojado em pássaros, sofreu mutação e depois migrou para porcos mantidos perto da frente. Em 2016, um relatório publicado no Jornal da Associação Médica Chinesa encontrou evidências de que o vírus de 1918 circulava nos exércitos europeus por meses e possivelmente anos antes da pandemia de 1918.

#### Estados Unidos
Houve alegações de que a pandemia se originou nos Estados Unidos. O historiador Alfred W. Crosby afirmou em 2003 que a gripe se originou no Kansas, e o popular autor John Barry descreveu o Condado de Haskell, Kansas, como o ponto de origem em um artigo em 2004. Também foi declarado pelo historiador Santiago Mata em 2017 que, no final de 1917, já havia uma primeira onda da epidemia em pelo menos 14 campos militares dos Estados Unidos.
Um estudo de 2018 com lâminas de tecido e relatórios médicos liderado pelo professor de biologia evolutiva Michael Worobey encontrou evidências contrárias à hipótese da doença ter se originado no Kansas, pois os casos no local eram mais leves e ocorreram menos mortes em comparação com a situação na cidade de Nova Iorque no mesmo período. O estudo encontrou evidências através de análises filogenéticas de que o vírus provavelmente tinha uma origem norte-americana, embora não fosse conclusivo. Ademais, as glicoproteínas da hemaglutinina do vírus sugerem que isso ocorreu muito antes de 1918 e outros estudos sugerem que o rearranjo do vírus H1N1 provavelmente ocorreu em ou por volta de 1915.

#### China
Uma das poucas regiões do mundo aparentemente menos afetadas pela pandemia da gripe espanhola de 1918 foi a China, onde pode ter ocorrido uma temporada de gripe relativamente leve em 1918, ainda que isso seja contestado devido à falta de dados na Era dos Senhores da Guerra. Vários estudos documentaram que houve relativamente poucas mortes por gripe na China em comparação com outras regiões do mundo. Tal fato levou à especulação de que a pandemia de 1918 se originou na China. A estação de gripe relativamente leve e as taxas mais baixas de mortalidade por gripe no país em 1918 podem ser explicadas pelo fato de que a população chinesa já possuía imunidade adquirida ao vírus da gripe. No entanto, um estudo de K.F. Cheng e P.C. Leung em 2006 sugeriu que tais resultados eram mais prováveis pois a medicina tradicional chinesa desempenhava um papel importante na prevenção e tratamento.
Em 1993, Claude Hannoun, o principal especialista em gripe espanhola do Instituto Pasteur, afirmou que o antigo vírus provavelmente veio da China. Em seguida, sofreu uma mutação nos Estados Unidos, perto de Boston, e de lá se espalhou para Brest (França), campos de batalha da Europa, Europa e o mundo, sendo os soldados e marinheiros aliados como os principais disseminadores. Hannoun considerou várias outras hipóteses sobre a origem, indicando a Espanha, Kansas e Brest como possíveis, mas não prováveis. O cientista político Andrew Price-Smith publicou dados dos arquivos austríacos sugerindo que a gripe tinha origens anteriores, com início na Áustria no início de 1917.
Em 2014, o historiador Mark Humphries argumentou que a mobilização de 96 000 trabalhadores chineses para atuarem atrás das linhas britânica e francesa pode ter sido a fonte da pandemia. Humphries, da Universidade Memorial da Terra Nova em São João da Terra Nova, baseou suas conclusões em registros recém-descobertos. O historiador encontrou evidências de que uma doença respiratória que atingiu o norte da China em novembro de 1917 foi identificada um ano depois pelas autoridades de saúde chinesas como idêntica à gripe espanhola.
Um relatório publicado em 2016 no Jornal da Associação Médica Chinesa não encontrou evidências de que o vírus de 1918 foi importado para a Europa por soldados e trabalhadores chineses ou do Sudeste Asiático e, em vez disso, encontrou evidências de sua circulação na Europa antes da pandemia. O estudo sugeriu que a baixa taxa de mortalidade por gripe (estimada em 1 em 1 000) encontrada entre os trabalhadores chineses e do sudeste asiático na Europa significava que a pandemia mortal de influenza de 1918 não poderia ter se originado desses trabalhadores.
Um estudo de 2018 com lâminas de tecidos e relatórios médicos liderados pelo professor de biologia evolutiva Michael Worobey encontrou evidências contra a hipótese de a doença ter sido disseminada por trabalhadores chineses, observando que tais pessoas entraram na Europa por outras rotas que não resultaram em propagação detectável, tornando improvável que eles fossem os hospedeiros originais.

### Propagação

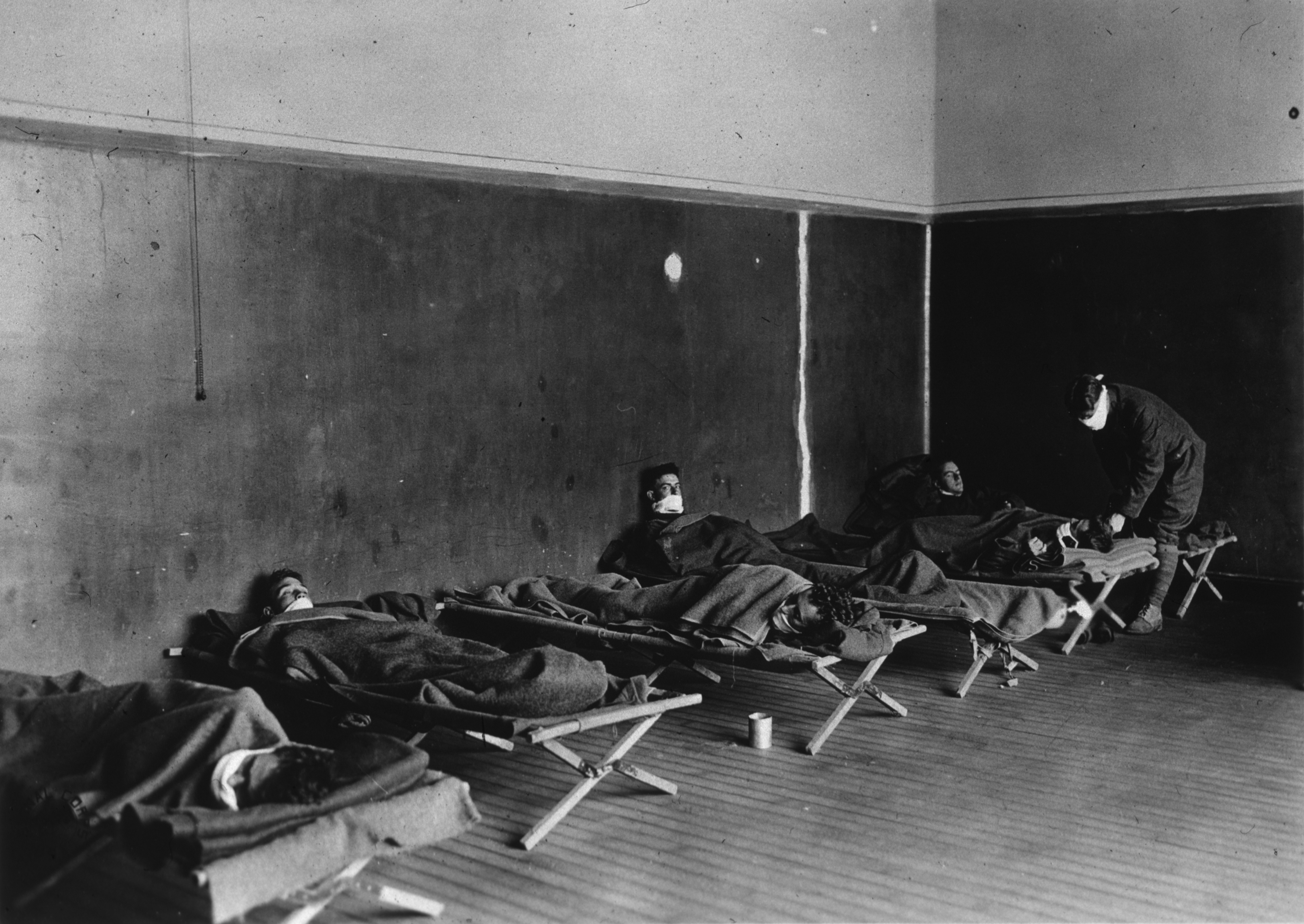
À medida que as tropas norte-americanas se mobilizavam em massa para o esforço de guerra na Europa, elas levavam consigo a gripe espanhola.

Quando uma pessoa infectada espirra ou tosse, mais de meio milhão de partículas do vírus podem se espalhar para as pessoas próximas. Os locais próximos e as mudanças maciças de tropas durante a Primeira Guerra Mundial aceleraram a pandemia e provavelmente aumentaram a transmissão e as mutações. A guerra também pode ter aumentado a letalidade do vírus: alguns especulam que o sistema imunológico dos soldados foi enfraquecido pela desnutrição, bem como pelo estresse dos combates e ataques químicos, aumentando sua suscetibilidade. Ademais, um grande fator na ocorrência mundial da gripe foi o aumento do número de viagens. Os modernos sistemas de transporte facilitaram a disseminação da doença por soldados, marinheiros e viajantes civis.
Nos Estados Unidos, a doença foi observada pela primeira vez no condado de Haskell, Kansas, em janeiro de 1918, levando o médico local Loring Miner a avisar o diário acadêmico do Serviço de Saúde Pública dos Estados Unidos. Em 4 de março de 1918, o cozinheiro Albert Gitchell, do condado de Haskell, relatou estar doente em Fort Riley, uma instalação militar dos Estados Unidos que na época treinava tropas norte-americanas durante a Primeira Guerra Mundial, fazendo dele a primeira vítima registrada da gripe. Em questão de dias, 522 homens no campo declararam estar doentes. Em 11 de março de 1918, o vírus chegou ao Queens, Nova Iorque. A falta de medidas preventivas em março e abril foi posteriormente criticada.
Em agosto de 1918, uma estirpe mais virulenta apareceu simultaneamente em Brest (França), Freetown (Serra Leoa) e em Boston (Massachusetts). A gripe espanhola também se espalhou pela Irlanda, transportada para lá por soldados irlandeses que retornavam para a casa. Os Aliados da Primeira Guerra Mundial passaram a chamá-la de gripe espanhola, principalmente porque a pandemia recebeu maior atenção da imprensa depois que se moveu da França para a Espanha em novembro de 1918. Por ter relações familiares em ambos os lados envolvidos no conflito, o rei Afonso XIII optou por deixar a Espanha neutra, evitando a censura de guerra no país.

#### No Brasil
A epidemia chegou ao Brasil em 9 setembro de 1918: o navio inglês Demerara, vindo de Lisboa, desembarcou doentes no Recife, em Salvador, Rio de Janeiro (então capital federal) e Santos. No mesmo mês, marinheiros que prestaram serviço militar em Dakar, no Senegal, desembarcaram doentes no porto de Recife. Em pouco mais de duas semanas, surgiram outros focos em diversas cidades do Nordeste e em São Paulo.

### As três ondas da gripe espanhola
De acordo com os Centros de Controle e Prevenção de Doenças, a gripe espanhola teve três ondas:
1. A primeira onda foi considerada mais branda, tendo sido detectada em março de 1918 no Kansas, Estados Unidos, num campo de treinamento de tropas destinadas ao front da Primeira Guerra.[60]
2. A segunda onda aconteceu quando, depois de percorrer os continentes, retornou aos Estados Unidos em agosto, matando milhões, transformada "em algo monstruoso, parecendo-se muito pouco com o que é comumente considerado gripe", com uma taxa de letalidade de 6% a 8%.[61][62]
3. A terceira onda foi mais moderada e aconteceu no início de 1919, de fevereiro a maio daquele ano. No entanto, "nada – nem infecção, nem guerra, nem fome – jamais tinha matado tantos em tão pouco tempo".[62]

## Mortalidade

### Ao redor do globo

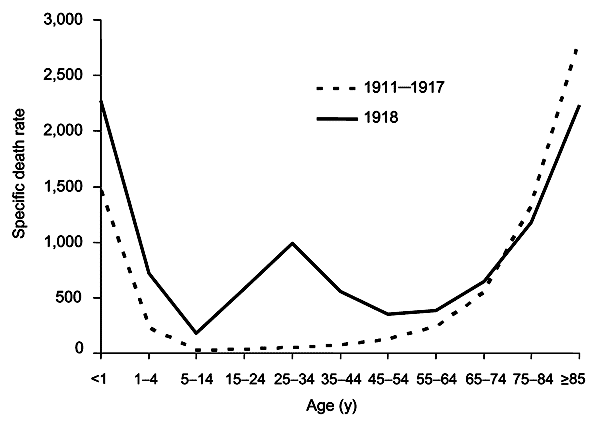
Gráfico indicando a diferença entre os índices de mortalidade pela gripe de 1918 e epidemias normais de acordo com a idade.

As estimativas variam quanto ao número total de pessoas que morreram vitimadas pela gripe espanhola. Uma estimativa de 1991 alega que a pandemia matou entre 25 a 39 milhões de pessoas. Uma estimativa de 2005 reportou o número de mortos em provavelmente 50 milhões (menos de 3% da população global) e possivelmente tão alto quanto 100 milhões (mais de 5%). Uma reavaliação em 2018 estimou o total em cerca de 17 milhões, embora isso tenha sido contestado. Com uma população mundial de 1,8 a 1,9 bilhão, tais estimativas correspondem a entre 1% e 6% da população.
A gripe espanhola matou mais pessoas em 24 semanas do que o Vírus da imunodeficiência humana (HIV) e a Síndrome da imunodeficiência adquirida (AIDS) mataram em 24 anos. A Peste Negra, que durou muito mais tempo, matou uma porcentagem muito maior da população mundial.
A pandemia causou mortes em todas as regiões do globo. Entre 12 e 17 milhões de pessoas morreram na Índia, cerca de 5% da população. O número de mortos nos distritos britânicos da Índia foi de 13,88 milhões. Arnold (2019) estima pelo menos 12 milhões de mortos.
As estimativas para o número de mortos na China variaram amplamente, um reflexo da falta de coleta centralizada de dados de saúde naquele momento em decorrência dos Senhores da Guerra. As primeiras estimativas do número de mortos foram feitas em 1991 por Patterson e Pyle, que estimaram que a China teve um número de mortos entre 5 e 9 milhões. No entanto, este estudo foi posteriormente criticado por outros posteriores devido a falhas na metodologia, e estudos mais recentes publicaram estimativas de uma taxa de mortalidade muito mais baixa. Por exemplo, Iijima em 1998 estimou que o número de mortos ficou entre 1 e 1,28 milhões com base em dados disponíveis nas cidades portuárias chinesas.

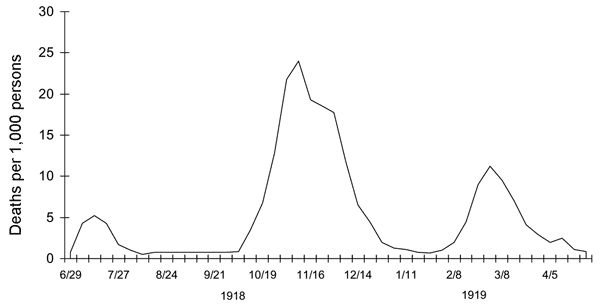
Três ondas pandêmicas: mortalidade semanal por influenza e pneumonia no Reino Unido, 1918–1919.

No Japão, 23 milhões de pessoas foram afetadas, com pelo menos 390 mil mortes relatadas. Nas Índias Orientais Neerlandesas (agora Indonésia), presumiu-se que 1,5 milhão de pessoas morreram entre 30 milhões de habitantes. No Taiti, 13% da população morreu durante um mês. Da mesma forma, em Samoa, 22% da população de 38 mil habitantes faleceu em dois meses. Na Nova Zelândia, a gripe matou cerca de 6 400 europeus e 2 500 indígenas maori em seis semanas. Geoffrey Rice descobriu que o índice de mortalidade entre os maoris foi oito vezes maior que os europeus. Já no Irã, a mortalidade foi muito alta: de acordo com uma estimativa, entre 902 400 e 2 431 000 pessoas morreram, representando de 8% a 22% da população total do país.
Nos Estados Unidos, cerca de 28% da população de 105 milhões foram infectados e 500 mil a 675 mil pessoas morreram (0,48% a 0,64% da população). Tribos de nativos americanos foram particularmente atingidas. Na área de Quatro Cantos, houve 3.293 mortes registradas entre os nativos americanos. Comunidades inteiras de inuítes e nativos do Alasca morreram. No Canadá, 50 mil morreram. Ainda nas Américas, a pandemia resultou em, ao mínimo, 35 mil mortos no Brasil, incluindo o presidente Rodrigues Alves. Em um único dia, o Rio de Janeiro chegou a somar mil mortos.
| Índia          | 12-17 milhões  | [ 71 ] [ 92 ] |
| China          | 1-1,28 milhões | [ 77 ]        |
| Estados Unidos | 500-675 000    | [ 85 ]        |
| Alemanha       | 400 000        | [ 93 ]        |
| França         | 400 000        | [ 92 ]        |
| Japão          | 390 000        | [ 79 ]        |
| Brasil         | 35 000-300 000 | [ 94 ] [ 90 ] |
| Reino Unido    | 250 000        | [ 93 ]        |
| Portugal       | 120 000        | [ 95 ]        |

A pandemia também registrou mortes em outras regiões. Na Europa, cerca de 250 000 morreram no Reino Unido, 400 000 na França e 400 000 na Alemanha. Em Portugal, verificou-se uma elevada taxa de mortalidade, com duas ondas epidêmicas e uma ocorrência muito marcada entre os 20 e os 40 anos, que teria causado cerca de 120 000 mortes, cerca de 1,96% da população total.
Em Gana, a gripe espanhola foi responsável por pelo menos 100 000 óbitos. Tafari Makonnen (o futuro Haile Selassie, imperador da Etiópia) foi um dos primeiros etíopes a contraírem gripe, mas sobreviveu. Muitos de seus súditos não tiveram o mesmo desfecho; as estimativas de mortes na capital, Adis Abeba, variam de 5 000 a 10 000, ou mais. Na Somalilândia Britânica, estimou-se que 7% da população nativa morreu.
O enorme número de mortes foi o resultado de uma taxa de infecção extremamente alta de até 50% e da extrema gravidade dos sintomas, suspeitos de serem causados por tempestade de citocinas. Os sintomas da gripe espanhola eram incomuns, inicialmente causando um diagnóstico incorreto de gripe como sendo dengue, cólera ou febre tifóide. Um observador escreveu: "Uma das complicações mais impressionantes foi a hemorragia das mucosas, principalmente do nariz, estômago e intestino. Também ocorreu sangramento nos ouvidos e hemorragias petéquias na pele". A maioria das mortes foi ocasionada pela pneumonia bacteriana, uma infecção secundária comum associada à gripe. O vírus também matou pessoas diretamente, causando hemorragias e edema pulmonar.

### Padrões de incidência

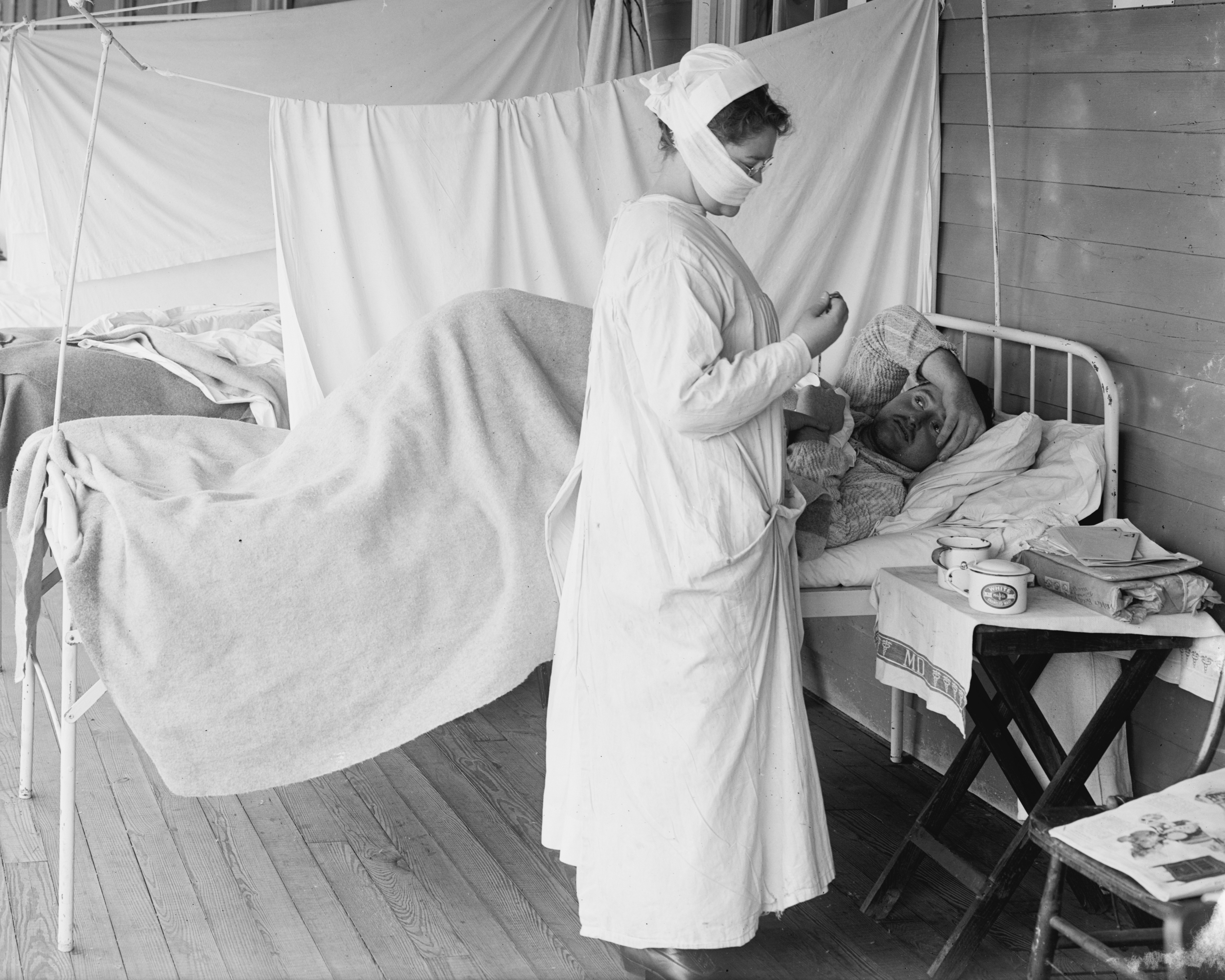
Enfermeira tratando paciente infectado pela gripe espanhola.

A pandemia matou principalmente adultos jovens. Em 1918-1919, 99% das mortes por influenza pandêmica nos Estados Unidos ocorreram em pessoas com menos de 65 anos e quase metade dos falecidos eram adultos jovens de 20 a 40 anos. Em 1920, a taxa de mortalidade entre pessoas com menos de 65 anos havia diminuído em relação a pessoas com mais de 65 anos, mas 92% das mortes ainda ocorreram em pessoas com menos de 65 anos. A ocorrência era incomum, uma vez que a gripe normalmente é mais fatal para indivíduos fracos, como crianças com menos de dois anos de idade, adultos com mais de 70 anos e imunodeficientes. Em 1918, os idosos podiam ter contado com proteção parcial causada pela exposição à pandemia de gripe de 1889 a 1890, conhecida como "gripe russa".
Segundo o historiador John M. Barry, as mais vulneráveis de todas – "as mais prováveis" – a morrer foram as mulheres grávidas. Barry relatou que em treze estudos com mulheres hospitalizadas na pandemia, a taxa de mortalidade variou de 23% a 71%. Das gestantes que sobreviveram ao parto, mais de um quarto (26%) perderam seus filhos.
Em casos de rápido progresso da gripe, a mortalidade foi principalmente gerada pela pneumonia, por consolidação pulmonar induzida por vírus. Casos de menor evolução apresentaram pneumonia bacteriana secundária e, possivelmente, envolvimento neural que levou a distúrbios mentais em alguns casos. Algumas mortes ocorreram por conta da desnutrição.
A análise moderna indicou que o vírus foi particularmente mortal por desencadear uma tempestade de citocinas (reação exagerada do sistema imunológico do corpo), que destrói o sistema imunológico mais forte dos adultos jovens. Um grupo de pesquisadores recuperou o vírus dos corpos de vítimas congeladas e transfectou animais com ele. Os animais sofreram rapidamente de forma progressiva insuficiência respiratória e morreram por tempestade de citocinas. Postulou-se que as fortes reações imunes de adultos jovens haviam devastado seus corpos, enquanto as reações imunológicas mais fracas de crianças e adultos de meia idade resultaram em menos mortes entre esses grupos.
Um estudo de 2013 utilizou um modelo epidêmico simples, incorporando três fatores para inferir a causa das três ondas da pandemia. Esses fatores foram abertura e fechamento de escolas, mudanças de temperatura durante o surto e mudanças comportamentais humanas em resposta a este. As conclusões mostraram que todos os três fatores foram importantes, mas as respostas comportamentais humanas representaram os efeitos mais significativos.

### Segunda onda pandêmica mortal

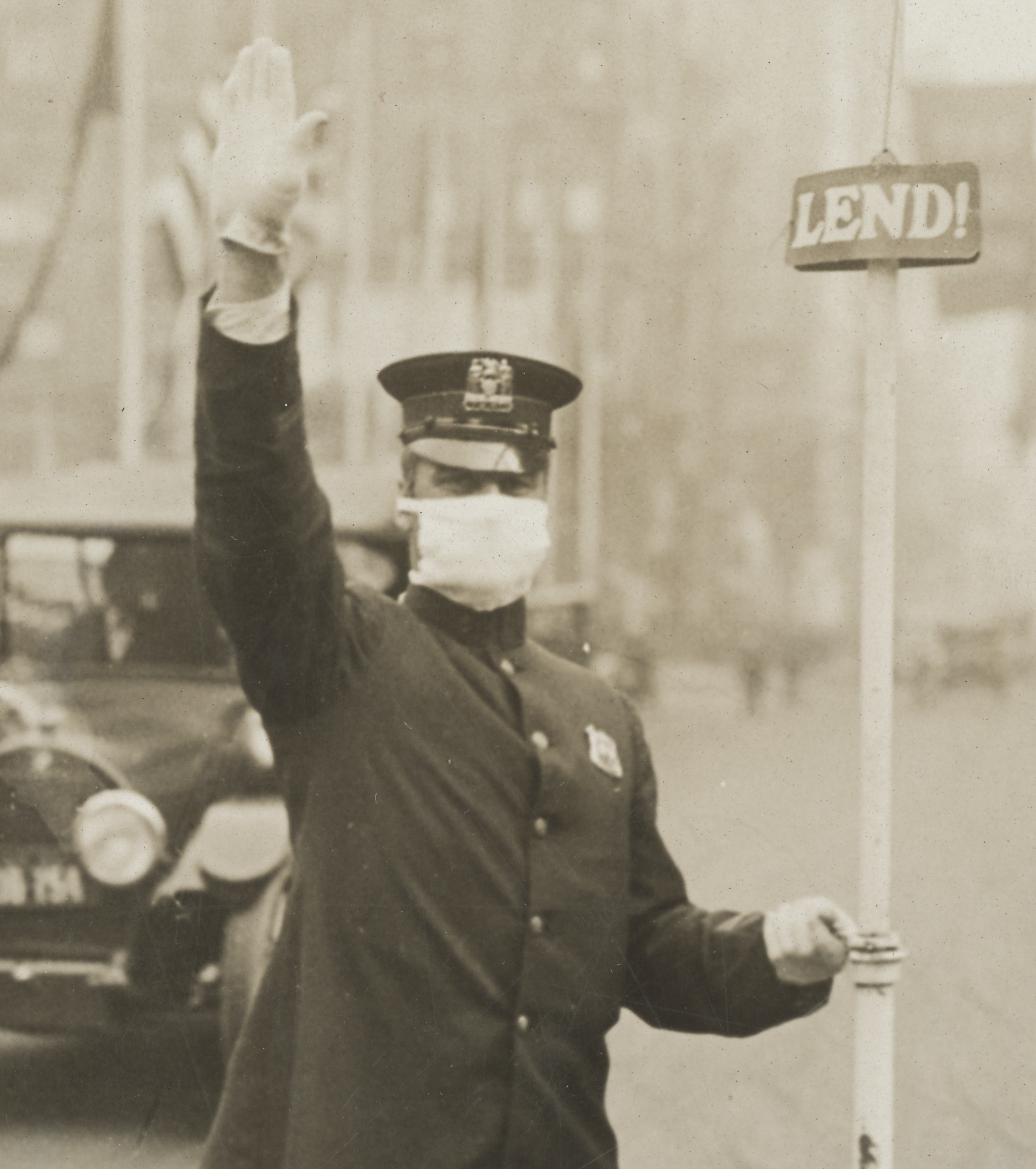
Policial utilizando máscara enquanto regula o tráfego rodoviário em Nova Iorque, em outubro de 1918.

A segunda onda da pandemia de 1918 foi muito mais mortífera que a primeira. A primeira onda se assemelhava às epidemias típicas de gripe; os que estavam em maior risco eram os doentes e os idosos, enquanto as pessoas mais jovens e saudáveis se recuperavam facilmente. Em agosto, quando a segunda onda começou na França, Serra Leoa e Estados Unidos, o vírus havia se transformado em uma forma muito mais mortal. Outubro de 1918 foi o mês mais mortal de toda a pandemia, ocasionando 195 mil mortes só nos Estados Unidos.
A maior gravidade foi atribuída às circunstâncias da guerra. Na vida civil, a seleção natural favorece um leve desgaste. Os muito adoentados permanecem em suas casas e os que estão levemente doentes continuam com suas vidas. Nas trincheiras, a seleção natural foi revertida. Soldados com um leve desgaste permaneceram onde estavam, enquanto os gravemente enfermos foram enviados em trens lotados para hospitais de campo lotados, espalhando o vírus mais mortal. A segunda onda começou e a gripe rapidamente se espalhou pelo mundo novamente. Consequentemente, durante as pandemias modernas, as autoridades de saúde prestam atenção quando o vírus chega a lugares com convulsões sociais.
O fato de a maioria das pessoas que se recuperaram de infecções da primeira onda terem se tornado imunes revelou que a estirpe da gripe espanhola deve ter sido a mesma da gripe comum. Isso foi ilustrado de maneira mais dramática em Copenhague, que obteve uma taxa de mortalidade combinada de apenas 0,29% (0,02% na primeira onda e 0,27% na segunda onda) devido a exposição à primeira onda menos letal. Para o resto da população, a segunda onda foi muito mais mortal; as pessoas mais vulneráveis eram aquelas como os soldados nas trincheiras – adultos jovens e em boa forma.

### Comunidades devastadas

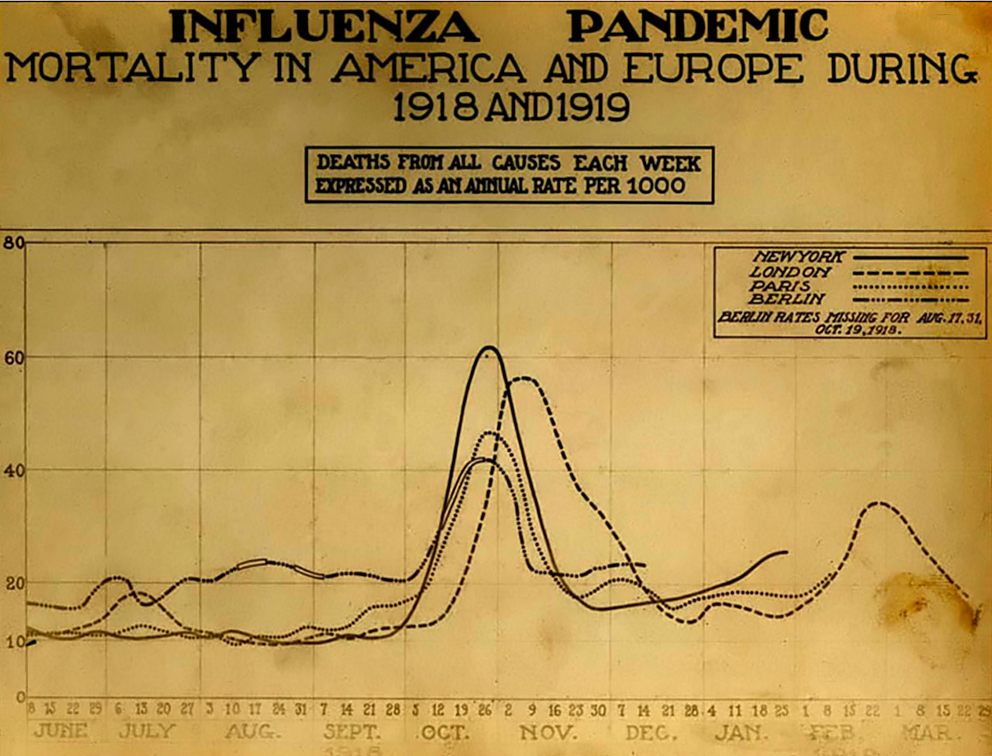
Gráfico mostrando o número de mortos em Berlin, Londres, Nova Iorque e Paris.

Mesmo em áreas onde a mortalidade foi baixa, tantos adultos estavam incapacitados que grande parte da vida cotidiana era prejudicada. Algumas comunidades fecharam todas as lojas ou exigiram que os clientes deixassem seus pedidos do lado de fora. Houve relatos de que os profissionais de saúde não podiam cuidar dos doentes, nem os coveiros enterrar os mortos pois eles também estavam doentes. Sepulturas em massa foram cavadas e os corpos enterrados sem caixões em muitos lugares.
Vários territórios do Pacífico foram particularmente atingidos com força. A pandemia chegou na Nova Zelândia, que foi muito lenta para implementar medidas para impedir que navios transportassem a gripe ao deixar seus portos. Da Nova Zelândia, a gripe atingiu Tonga (matando 8% da população), Nauru (16%) e Fiji (5%, 9 000 pessoas). Na Nova Zelândia, 8 573 mortes foram atribuídas à gripe pandêmica de 1918, resultando em uma taxa de mortalidade total da população de 0,7%. Os maoris tinham dez vezes mais chances de morrer do que os europeus, por causa de sua habitação e população rural mais pobres e mais lotadas.
A Samoa Ocidental foi a mais afetada, anteriormente Samoa Alemã, que havia sido ocupada pela Nova Zelândia em 1914. Lá, 90% da população foi infectada; 30% dos homens adultos, 22% das mulheres adultas e 10% das crianças morreram. O governador da Samoa Americana, John Martin Poyer, impediu que a gripe chegasse ao território ao impor um bloqueio. A doença se espalhou mais rapidamente através das classes sociais mais altas entre os povos indígenas graças ao costume dos chefes de recorrerem a tradição oral em seus leitos de morte; muitos idosos foram infectados por esse processo.

### Áreas menos afetadas
A China pode ter passado por uma temporada de gripe relativamente leve em 1918 em comparação com outras áreas do mundo. No entanto, essa visão foi contestada. Embora não houvesse coleta centralizada de estatísticas de saúde no país na época, alguns relatórios do interior sugerem que as taxas de mortalidade por influenza talvez fossem mais altas em pelo menos alguns locais na China em 1918. Por outro lado, há poucas evidências de que a China como um todo tenha sido seriamente afetada pela gripe em comparação com outros países do mundo. Dados das cidades portuárias mostraram taxas de mortalidade surpreendentemente baixas em comparação com outras cidades da Ásia.

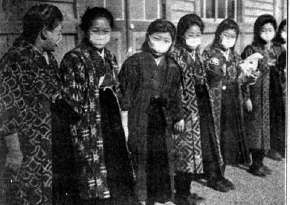
Mulheres usam máscaras em Tóquio, em 1919.

Autoridades britânicas que governavam o território de Hong Kong relataram uma taxa de mortalidade de 0,25% e 0,32%, muito inferior ao relatado em outras regiões do então Império Britânico, como Calcutá ou Bombaim, onde a pandemia foi muito mais devastadora. Já na China Continental, a cidade de Xangai, à época com 2 milhões de habitantes, registrou 266 mortes registradas por influenza entre a população chinesa em 1918. No mais, a taxa de mortalidade sugerida na China como um todo em 1918 provavelmente era menor que 1% - muito menor que a média mundial, de cerca de 3-5%.
Por outro lado, Japão e a província chinesa de Formosa relataram uma taxa de mortalidade por influenza em torno de 0,45% e 0,69%, respectivamente, superior à taxa de mortalidade coletada em cidades portuárias como Hong Kong (0,25%), Cantão (0,32%) e Xangai. Alguns pesquisadores alegaram que a medicina tradicional chinesa pode ter desempenhado um papel na baixa taxa de mortalidade por influenza na China.
No Pacífico, o território da Samoa Americana e a colônia francesa da Nova Caledônia também conseguiram evitar que uma única morte ocorresse, através de quarentenas efetivas. Na Austrália, quase 12 mil morreram. No final da pandemia, a ilha isolada de Marajó, no delta do rio Amazonas, no Brasil, não havia registrado a ocorrência de surto.  Outro território britânico, a ilha de Santa Helena, também não relatou mortes.
O número de mortos no Império Russo é estimado em mais de 450 000, embora os epidemiologistas que sugeriram esse número o classificam como "um tiro no escuro". Caso estes dados estejam corretos, a Rússia perdeu aproximadamente 0,2% de sua população, o que significa que sofreu a menor mortalidade relacionada à influenza na Europa. Outros estudos consideram esse número improvável, dado que o país estava no meio de uma guerra civil e as condições de vida houvessem piorado em pouco tempo; o estudo sugere que o número de mortos na Rússia chegou a 2,7 milhões de pessoas ou 1% de sua população a época.

### Intoxicação por aspirina
Em um artigo de 2009 publicado na revista Clinical Infectious Diseases, a pesquisadora Karen Starko sugeriu que o salicismo (envenenamento por aspirina) contribuiu substancialmente para as fatalidades relacionadas à gripe espanhola. Starko baseou tal alegação nos sintomas relatados por aqueles que morreram de gripe, de acordo com o informado pelos relatórios post mortem disponíveis, e também no momento do grande "pico da morte" em outubro de 1918. O pico ocorreu logo após oficiais dos Estados Unidos e o Jornal da Associação Médica Americana recomendarem dosagens exageradas do remédio, de 8 a 31 gramas, de aspirina por dia como parte do tratamento. A alta dosagem do remédio causou hiperventilação em 33% dos pacientes, além de edema pulmonar em outros 3% dos pacientes.
Starko observou ainda que no início da pandemia muitos pulmões de pessoas que haviam morrido estavam "úmidos", às vezes hemorrágicos, enquanto que os pulmões de pessoas que morreram posteriormente acusaram a existência de pneumonia bacteriana. No mesmo artigo, Starko sugeriu que a onda de envenenamento por aspirina ocorreu devido a uma "tempestade perfeita" de eventos: naquele ano a Bayer havia perdido a patente da Aspirina popularizando o acesso ao remédio. Com isso, diversos laboratórios passaram o fabricar também, mas agora com fins financeiros, exatamente no momento em que o número de casos disparava ao redor do mundo. Para piorar a situação, ainda havia o desconhecimento dos sintomas relacionados a overdose do medicamento. 

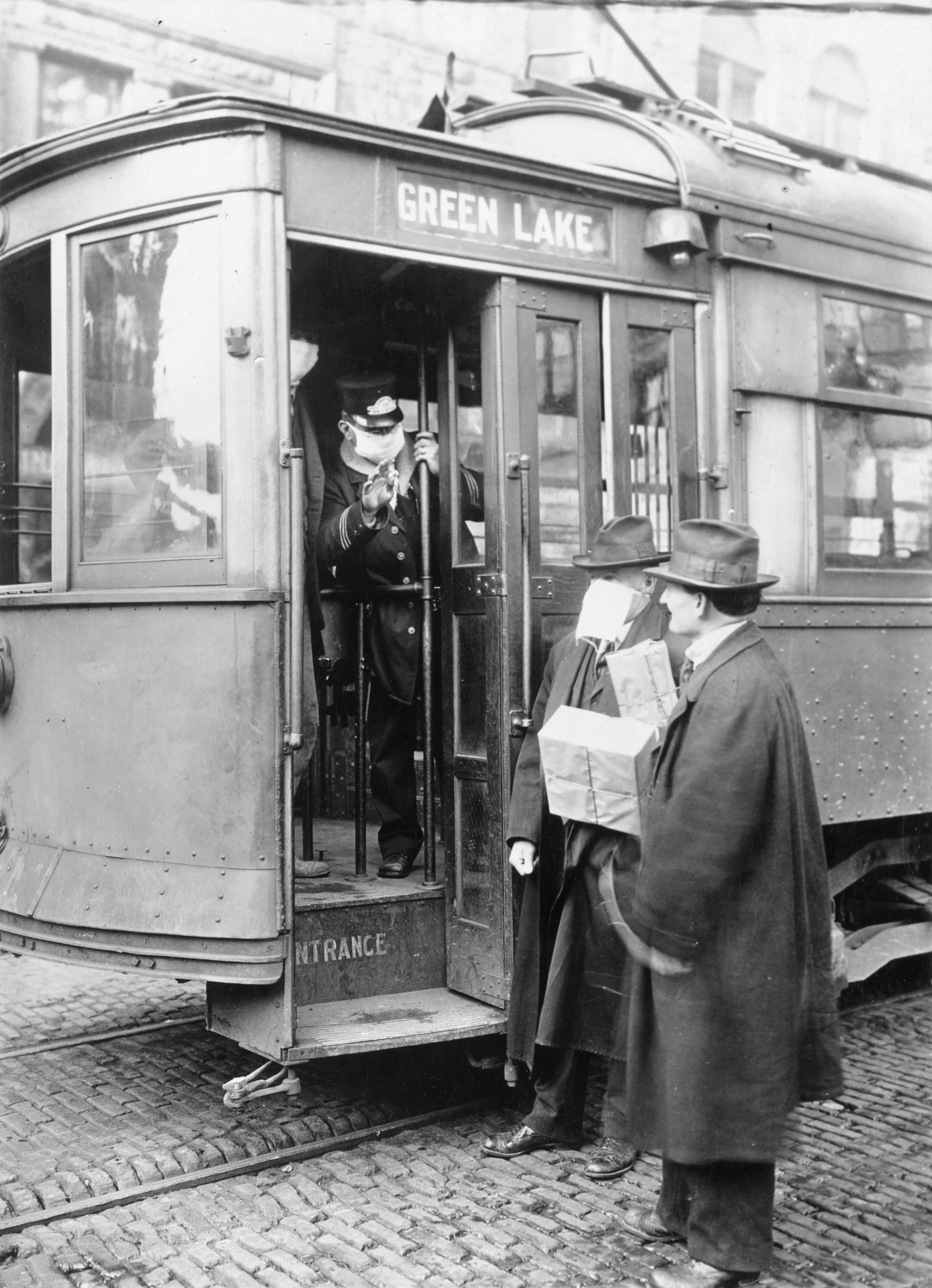
Um condutor em Seattle se recusando a permitir que um passageiro que não estava usando máscaras entrasse no bonde, em 1918.

Como explicação para a taxa de mortalidade universalmente alta, a hipótese levantada por Starko foi questionada em uma carta publicada em abril de 2010 por Andrew Noymer e Daisy Carreon, da Universidade da Califórnia em Irvine, e Niall Johnson, da Comissão Australiana de Segurança e Qualidade em Cuidados de Saúde. Eles questionaram a aplicabilidade universal da teoria relacionada a aspirina, dada a alta taxa de mortalidade em países como a Índia, onde havia pouco ou nenhum acesso à aspirina na época, em comparação com a taxa de mortalidade em locais onde a aspirina era abundante.
Noymer, Carreon e Johnson concluíram que "a hipótese de envenenamento por salicilato [aspirina] era difícil de sustentar como a principal explicação para a incomum virulência da pandemia de influenza de 1918 a 1919". Em resposta, Starko afirmou que existiam evidências anedóticas do uso de aspirina na Índia argumentando que, "mesmo que a prescrição excessiva de aspirina não tivesse contribuído para a alta taxa de mortalidade indiana, ainda assim não poderia ter sido um fator para os índices de mortalidade naquele país".

### Fim da pandemia
Depois que a segunda onda letal ocorreu no final de 1918, novos casos caíram abruptamente – quase nenhum depois do pico da segunda onda. Na Filadélfia, Pensilvânia, por exemplo, 4.597 pessoas morreram na semana que terminou em 16 de outubro, mas em 11 de novembro a gripe quase desapareceu na cidade. Uma explicação para o rápido declínio da letalidade da doença é que os médicos se tornaram mais eficazes na prevenção e tratamento da pneumonia que se desenvolveu após as vítimas terem contraído o vírus. No entanto, John Barry afirmou em seu livro The Great Influenza: The Epic Story of the Deadliest Plague In History, publicado em 2004, que os pesquisadores não encontraram evidências para apoiar essa posição.
Outra teoria sustenta que o vírus sofreu uma mutação extremamente rápida para uma estirpe menos letal. Essa é uma ocorrência comum com os vírus influenza: existe uma tendência de os vírus patogênicos se tornarem menos letais com o tempo, pois os hospedeiros de estirpes mais perigosas tendem a morrer.

### Efeitos a longo prazo
Um estudo de 2006 do Journal of Political Economy descobriu que as coortes in utero durante a pandemia apresentaram desempenho educacional reduzido, aumento dos índices de incapacidade física, menor renda e menor nível socioeconômico em comparação com outras coortes. Um estudo de 2018 descobriu que a pandemia reduziu a escolaridade das populações. Ademais, a pandemia foi associada a um surto de encefalite letárgica na década de 1920.

## Legado

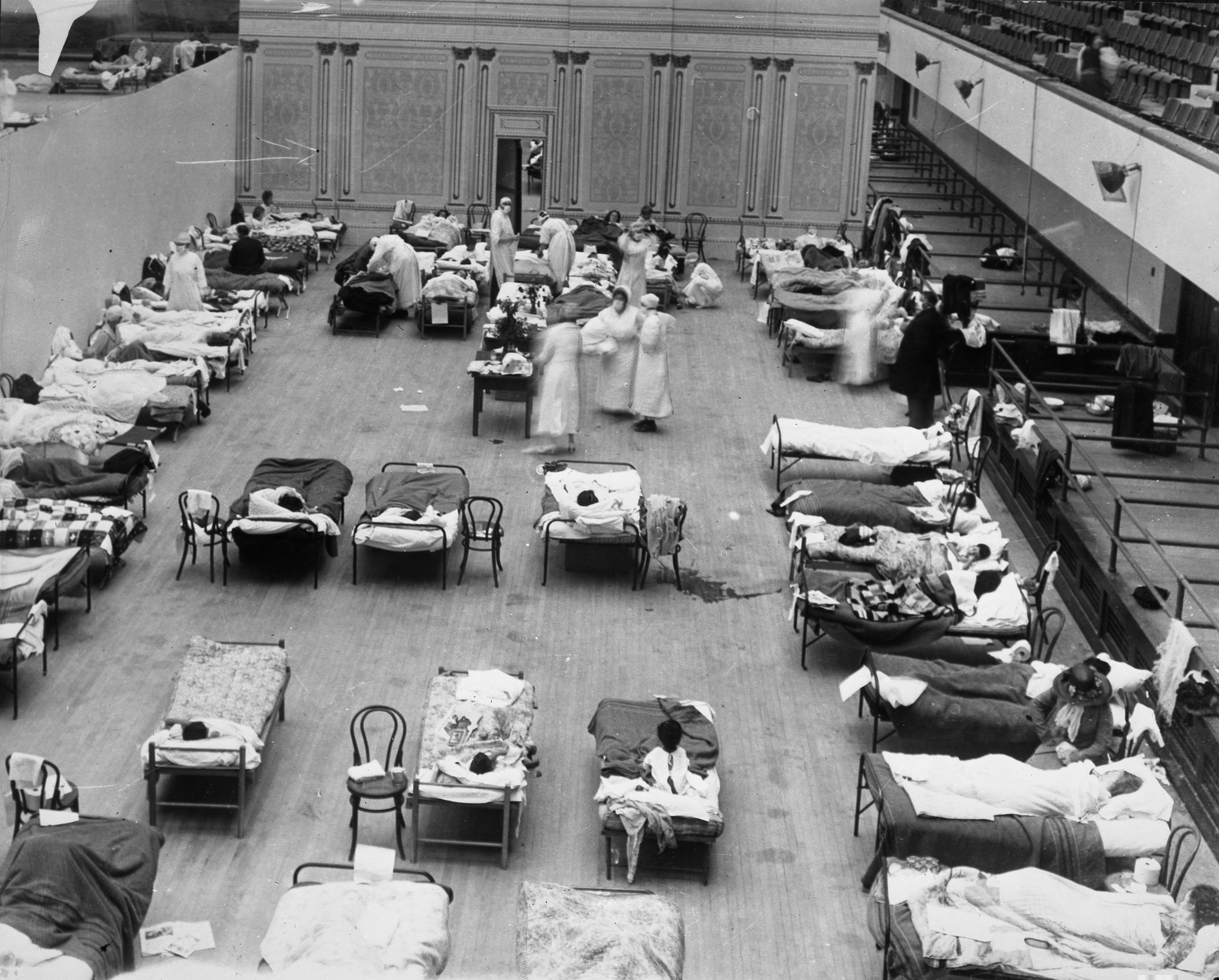
Enfermeiros da Cruz Vermelha cuidando de pacientes infectados pelo vírus influenza em Oakland, Califórnia, em 1918.

O acadêmico Andrew Price-Smith argumentou que o vírus ajudou a reduzir o equilíbrio de poder nos últimos dias da guerra em favor dos países aliados. Price-Smith forneceu dados de que as ondas virais atingiram as potências centrais antes dos países aliados e que tanto a morbidade quanto a mortalidade na Alemanha e na Áustria eram consideravelmente mais altas do que na França e no Reino Unido.
Apesar das altas taxas de morbidade e mortalidade geradas pela pandemia, a gripe espanhola começou a desaparecer da conscientização do público ao longo das décadas seguintes até a chegada de notícias sobre a gripe aviária e outras pandemias nos anos 1990 e 2000. Consequentemente, alguns historiadores rotularam a gripe espanhola de "pandemia esquecida".
Existem várias teorias sobre o porquê a gripe espanhola foi "esquecida." O ritmo acelerado da pandemia que, por exemplo, matou a maioria de suas vítimas nos Estados Unidos em menos de nove meses, resultou em uma cobertura limitada da mídia. A população em geral estava familiarizada com os padrões de doenças pandêmicas no final do século XIX e início do século XX: febre tifóide, febre amarela, difteria e cólera ocorriam quase ao mesmo tempo. Tais surtos provavelmente diminuíram o significado da pandemia de influenza para o público.  Em algumas áreas, a gripe não foi relatada, sendo a única menção os anúncios de medicamentos que alegavam curá-la.

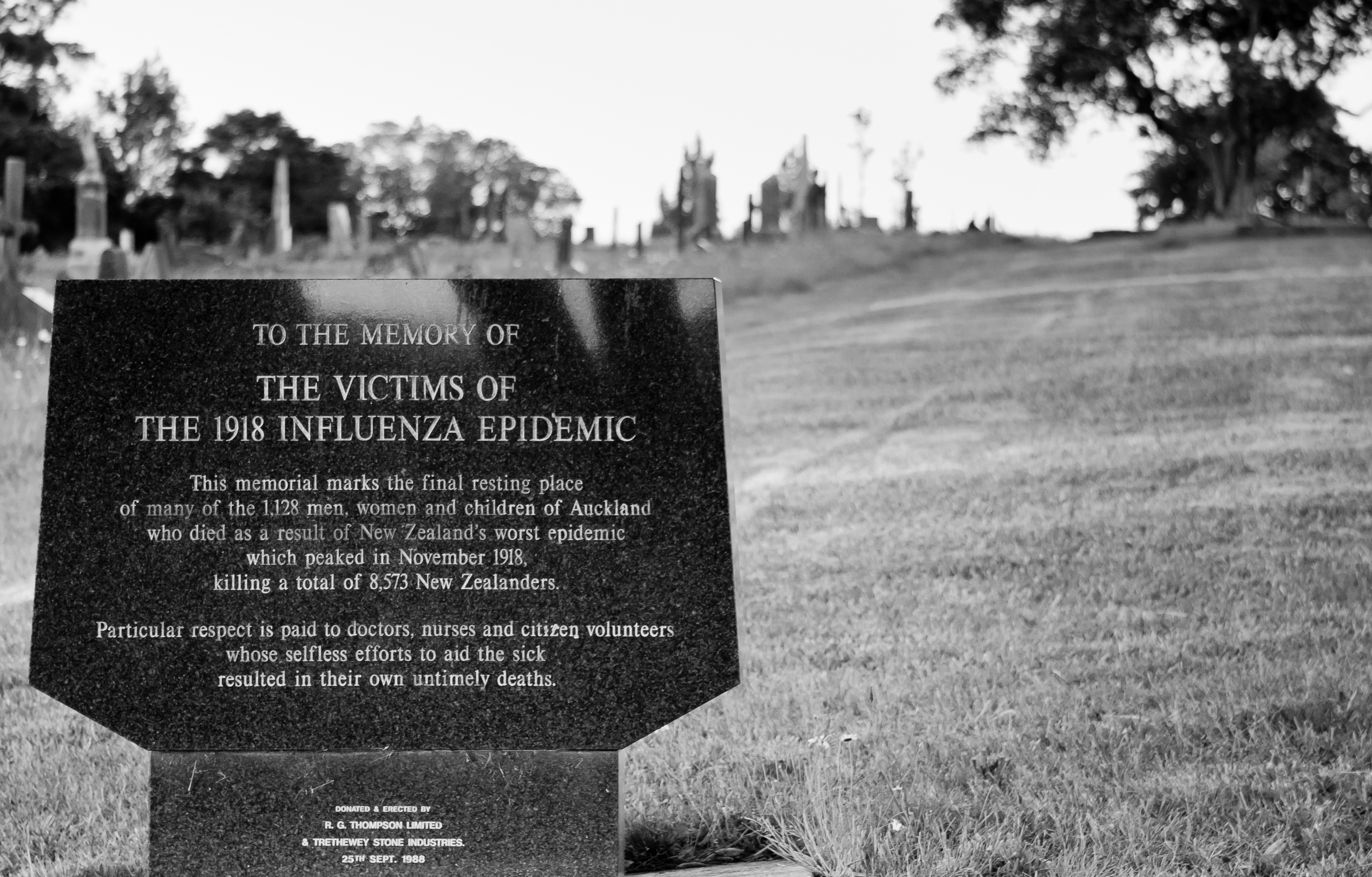
Memorial em homenagem às vítimas da gripe espanhola em Auckland, Nova Zelândia.

Além disso, o surto coincidiu com as mortes e o foco da mídia concentrados na Primeira Guerra Mundial. Outra explicação envolve a faixa etária afetada pela doença. A maioria das mortes, tanto da guerra quanto da epidemia, ocorreu entre adultos jovens, o que pode ter ofuscado as mortes causadas pela gripe. Quando as pessoas leram os obituários, viram a guerra ou as mortes do pós-guerra e as mortes por influenza lado a lado. Particularmente na Europa, onde o número de vítimas da guerra foi alto, a gripe pode não ter tido um tremendo impacto psicológico ou ter parecido uma extensão das tragédias da guerra.
Em relação aos efeitos econômicos globais, muitas empresas do setor de entretenimento e serviços sofreram perdas de receita, enquanto o setor de saúde registrou ganhos em seus lucros. A historiadora Nancy Bristow argumentou que a pandemia, quando combinada com o crescente número de mulheres que cursavam ensino superior, contribuiu para o sucesso das mulheres no campo da enfermagem. Isso se deveu em parte ao fracasso dos médicos, que eram predominantemente homens, em conter e prevenir a doença. A equipe de enfermagem, composta principalmente por mulheres, comemorou o sucesso do atendimento aos pacientes e não associou a disseminação da doença ao trabalho.

## Pesquisas

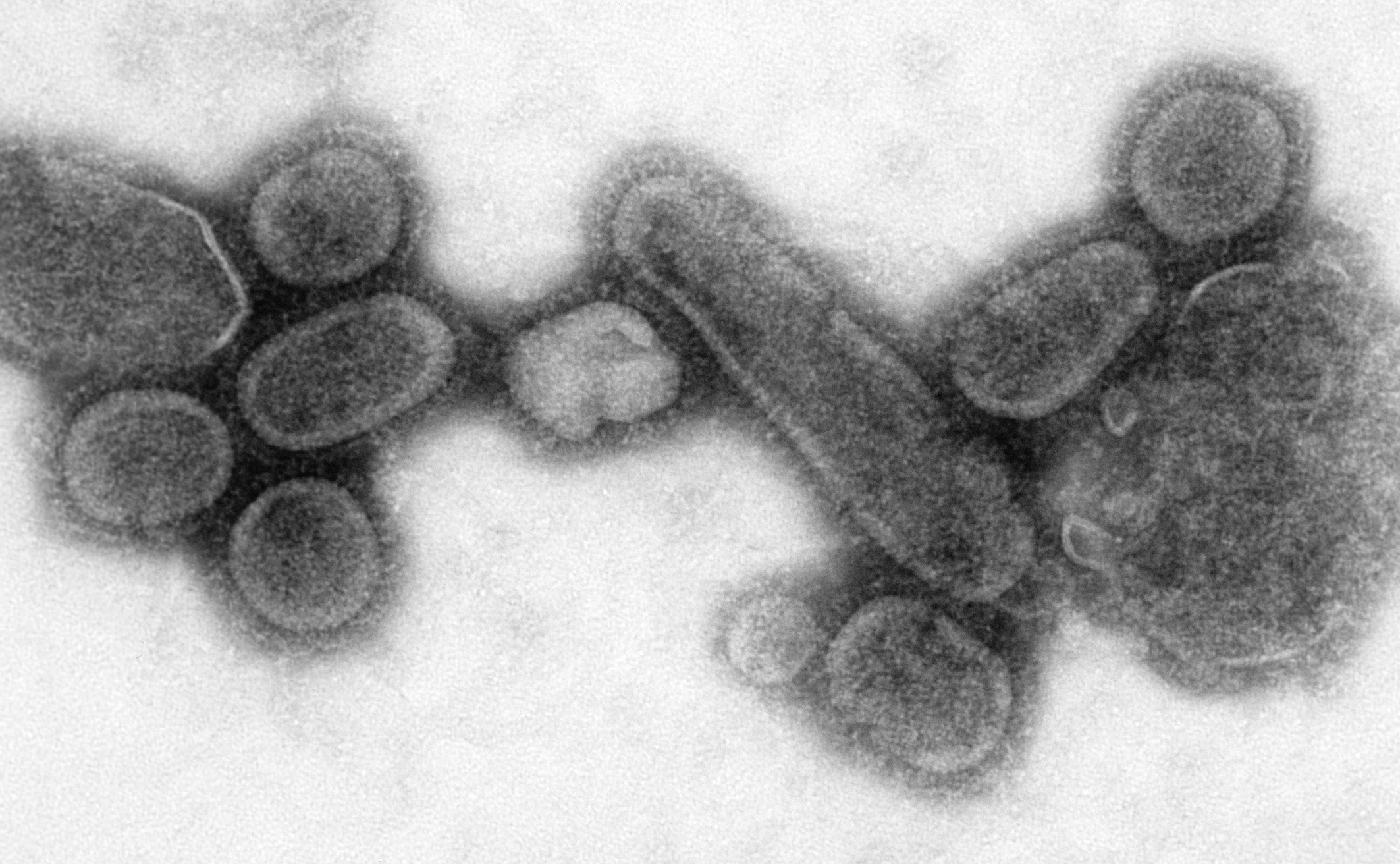
Uma micrografia eletrônica mostrando os vírions da influenza de 1918 recriados.

A origem da pandemia de gripe espanhola e a relação entre surtos quase simultâneos em humanos e suínos têm sido controversas. Uma hipótese é que a estirpe do vírus se originou em Fort Riley, Kansas, em vírus de aves e suínos criados para serem utilizados como alimentos; os soldados foram enviados para o redor do mundo, onde espalharam a doença. As semelhanças entre a reconstrução do vírus e os vírus aviários, combinadas com a pandemia humana anterior aos primeiros relatos de influenza em suínos, levaram os pesquisadores a concluir que o vírus da influenza saltou diretamente das aves para os seres humanos, e os suínos o contraíram dos seres humanos.
Outros discordaram, e pesquisas mais recentes sugeriram que a estirpe pode ter se originado em uma espécie de mamífero não humana. Uma data estimada para sua aparição em hospedeiros mamíferos foi sugerida como sendo durante o período de 1882 a 1913. Esse vírus ancestral separou-se por volta de 1913 a 1915 em dois ramos (ou grupos biológicos), que deram origem às linhagens clássicas de gripe suína e humana, a H1N1. O último ancestral comum das estirpes humanas data de fevereiro de 1917 a abril de 1918. Como os porcos são mais facilmente infectados pelo vírus da influenza aviária do que os seres humanos, eles foram sugeridos como sendo os receptores originais do vírus, passando então o vírus para os seres humanos em algum momento entre 1913 e 1918.

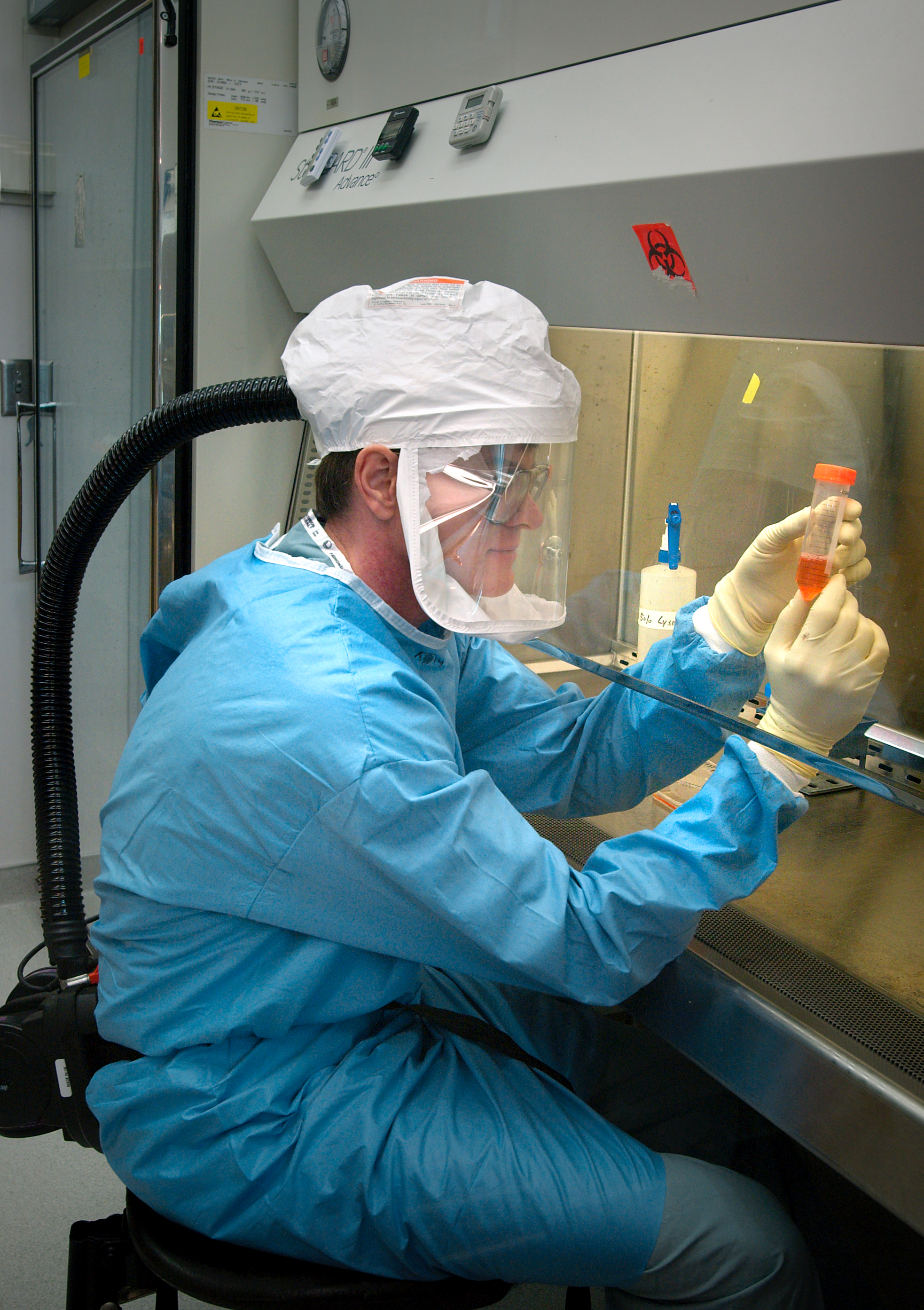
Terrence Tumpey examinando uma versão reconstruída da gripe espanhola.

Um esforço para recriar a estirpe da gripe de 1918 (um subtipo da estirpe aviária H1N1) foi realizado em colaboração entre o Instituto de Patologia das Forças Armadas, o Laboratório de Pesquisa de Aves do Sudeste e a Escola de Medicina Monte Sinai de Nova Iorque. O esforço resultou no anúncio, em 5 de outubro de 2005, de que o grupo havia determinado com sucesso a sequência genética do vírus, usando amostras históricas de tecido recuperadas pelo patologista Johan Hultin de uma vítima da gripe do sexo feminino enterrada no Alasca e amostras preservadas de soldados norte-americanos.
Em janeiro de 2007, Kobasa et al. (2007) relataram que macacos (Macaca fascicularis) infectados com a estirpe da gripe recriada exibiram sintomas clássicos da pandemia e morreram devido a tempestades de citocinas – uma reação exagerada do sistema imunológico. O resultado pode explicar o porquê a gripe espanhola teve um efeito surpreendente em pessoas mais jovens e saudáveis, pois uma pessoa com um sistema imunológico mais forte poderia ter uma reação exagerada mais forte.
Em setembro de 2008, o corpo do político e diplomata britânico Sir Mark Sykes foi exumado para sequenciar o RNA do vírus da gripe, em um esforço para entender a estrutura genética da moderna gripe aviária H5N1. Sykes havia sido enterrado em 1919 em um caixão que os cientistas esperavam ter ajudado a preservar o vírus. O caixão acabou se quebrando e o cadáver se decompôs mal; no entanto, foram coletadas amostras de tecido pulmonar e cerebral.
Em dezembro do mesmo ano, uma pesquisa do virologista Yoshihiro Kawaoka, da Universidade de Wisconsin, vinculou a presença de três genes específicos e uma nucleoproteína derivada de amostras da gripe espanhola à capacidade do vírus da gripe de invadir os pulmões e causar pneumonia. A combinação desencadeou sintomas semelhantes em testes em animais. As autópsias das vítimas revelavam em geral, pulmões cheios de líquidos gravemente danificados por uma forte hemorragia. Os cientistas concluíram que a capacidade do vírus de controlar os pulmões estava associada ao alto nível de virulência, mas os genes que conferiam essa capacidade eram desconhecidos. A descoberta desse mecanismo de ação nas infecções nos pulmões foi importante porque forneceu uma maneira de identificar rapidamente os possíveis fatores de virulência em novas cepas pandêmicas de influenza. Com a posterior descoberta do complexo genético do vírus, foi possível a criação de uma nova classe de medicamentos antivirais, como o oseltamivir, com maior rapidez que a produção de vacinas. Para mapear a cadeia genética que permitia ao vírus invadir os pulmões, os pesquisadores misturaram elementos genéticos do vírus da gripe de 1918 com os de um vírus da gripe aviária e testaram as variantes em furões, um animal que mimetiza a infecção por gripe humana. A maioria dos vírus híbridos infectou apenas as passagens nasais dos furões e não causou pneumonia. Mas um deles, que carregava os genes do RNA polimerase do vírus de 1918, conseguiu infectar os pulmões, pois o complexo permitia que o vírus fizesse o passo principal, ou seja, sintetizar suas proteínas.
Em junho de 2010, uma equipe da Faculdade de Medicina de Monte Sinai relatou que a vacina contra Pandemia de gripe A de 2009 forneceu proteção cruzada contra a estirpe de pandemia de gripe espanhola. Em 2013, uma análise buscou estimar os efeitos que uma pandemia semelhante à gripe espanhola teria atualmente. Os resultados indicaram que um "evento moderno de gripe espanhola" resultaria entre 188 mil e 337 mil mortes nos Estados Unidos.

### Citações
1. ↑  Chassaigne, Philippe (1 de outubro de 2003). Les sociétés, la guerre, la paix: 1911-1946 (em francês). [S.l.]: Editions Sedes
2. ↑  Dumeurger, Marine (25 de julho de 2018). «La grippe espagnole : le tueur invisible de 1918» (em francês)
3. ↑  "La mère de toutes les pandémies", Courrier international, no 1528,‎ 13-19 février 2020, p. 46-47.
4. ↑  Spinney, Laura; Sirignano, Patrizia (29 de agosto de 2018). La Grande Tueuse: Comment la grippe espagnole a changé le monde\n (em francês). [S.l.]: Albin Michel
5. 1 2  Taubenberger & Morens 2006.
6. 1 2  P. Spreeuwenberg;  et al. (1 de dezembro de 2018). «Reassessing the Global Mortality Burden of the 1918 Influenza Pandemic.». American Journal of Epidemiology]. 187 (12): 2561–2567. doi:10.1093/aje/kwy191
7. ↑  «Ten things you need to know about pandemic influenza (update of 14 October 2005).» (PDF). Weekly Epidemiological Record (Relevé Épidémiologique Hebdomadaire). 80 (49–50): 428–431. 9 de dezembro de 2005. PMID 16372665
8. ↑  Jilani, TN; Jamil, RT; Siddiqui, AH (14 de dezembro de 2019). «H1N1 Influenza (Swine Flu)». Consultado em 11 de março de 2020. Cópia arquivada em 12 de março de 2020
9. ↑  Rodrigo Nogueira Angerami (22 de fevereiro de 2019). «Os 100 anos da gripe espanhola». Boletim da FCM. ISSN 2595-9050. Consultado em 22 de março de 2020. Cópia arquivada em 23 de março de 2020
10. ↑  Susan Anderson (29 de agosto de 2006). «Analysis of Spanish flu cases in 1918–1920 suggests transfusions might help in bird flu pandemic». American College of Physicians. Consultado em 22 de março de 2020. Cópia arquivada em 25 de novembro de 2011
11. ↑  Barry 2004, p. 171.
12. ↑  Porras-Gallo & Davis 2014.
13. ↑  Galvin 2007.
14. ↑  Gagnon A, Miller MS, Hallman SA, Bourbeau R, Herring DA, Earn DJ, Madrenas J (2013). «Age-specific mortality during the 1918 influenza pandemic: Unravelling the mystery of high young adult mortality». PLOS One. 8 (8): e69586. Bibcode:2013PLoSO...869586G. PMC 3734171. PMID 23940526. doi:10.1371/journal.pone.0069586
15. ↑  Faust, Jeremy Samuel (4 de março de 2020). «COVID-19's Mortality Rate Isn't As High As We Think» (em inglês)
16. 1 2 3 4 5  Barry 2004b.
17. ↑  MacCallum, W.G. (1919). «Pathology of the pneumonia following influenza». JAMA: The Journal of the American Medical Association. 72 (10): 720–723. doi:10.1001/jama.1919.02610100028012. Consultado em 16 de agosto de 2019. Cópia arquivada em 25 de janeiro de 2020
18. ↑  Hirsch, Edwin F.; McKinney, Marion (1919). «An epidemic of pneumococcus broncho-pneumonia». Journal of Infectious Diseases. 24 (6): 594–617. JSTOR 30080493. doi:10.1093/infdis/24.6.594
19. ↑  Brundage JF, Shanks GD (dezembro de 2007). «What really happened during the 1918 influenza pandemic? The importance of bacterial secondary infections». The Journal of Infectious Diseases. 196 (11): 1717–1718; author reply 1718–1719. PMID 18008258. doi:10.1086/522355
20. ↑  Morens DM, Fauci AS (abril de 2007). «The 1918 influenza pandemic: Insights for the 21st century». The Journal of Infectious Diseases. 195 (7): 1018–1028. PMID 17330793. doi:10.1086/511989
21. 1 2  Evan Andrews (19 de março de 2020). «Why Was It Called the 'Spanish Flu?'». History. Consultado em 22 de março de 2020
22. 1 2  Johanna Mayer (29 de janeiro de 2019). «The Origin Of The Name 'Spanish Flu'». Science Friday. Consultado em 22 de março de 2020
23. ↑  Becky Little (20 de março de 2020). «Trump's 'Chinese' Virus Is Part of a Long History of Blaming Other Countries for Disease». Times. Consultado em 22 de março de 2020
24. ↑  Author, No. «73 | 2018 Revisitar a Pneumónica de 1918-1919»
25. ↑  Harry Bennett (19 de março de 2020). «Spanish Flu and the history of pandemic propaganda». Prospect. Consultado em 22 de março de 2020
26. ↑  Gina Kolata (16 de fevereiro de 1999). «Scientists Uncover Clues To Flu Epidemic of 1918». The New York Times. Consultado em 21 de março de 2020
27. 1 2  Mark Honigsbaum (9 de setembro de 2018). «Spanish flu: the killer that still stalks us, 100 years on». The Guardian. Consultado em 21 de março de 2020
28. 1 2  Oxford JS, Lambkin R, Sefton A, Daniels R, Elliot A, Brown R, Gill D (janeiro de 2005). «A hypothesis: The conjunction of soldiers, gas, pigs, ducks, geese, and horses in northern France during the Great War provided the conditions for the emergence of the "Spanish" influenza pandemic of 1918–1919» (PDF). Vaccine. 23 (7): 940–945. PMID 15603896. doi:10.1016/j.vaccine.2004.06.035. Consultado em 12 de março de 2020. Cópia arquivada (PDF) em 12 de março de 2020
29. 1 2 3  Shanks GD (janeiro de 2016). «No evidence of 1918 influenza pandemic origin in Chinese laborers/soldiers in France». Journal of the Chinese Medical Association. 79 (1): 46–48. PMID 26542935. doi:10.1016/j.jcma.2015.08.009
30. 1 2  Crosby 2003.
31. ↑  «How the US Army infected the world with Spanish Flu». Limpia por dentro. 28 de fevereiro de 2018. Consultado em 21 de março de 2020. Cópia arquivada em 28 de dezembro de 2017
32. 1 2  Michael Worobey, Jim Cox e Douglas Gill (21 de janeiro de 2019). «The origins of the great pandemic». Oxford Academic. Consultado em 21 de março de 2020
33. 1 2  Killingray, David; Phillips, Howard (2003). The Spanish Influenza Pandemic of 1918–1919: New Perspectives (em inglês). [S.l.]: Routledge. ISBN 978-1-134-56640-2
34. 1 2 3  Langford, Christopher (2005). «Did the 1918-19 Influenza Pandemic Originate in China?». Population and Development Review. Vol. 31, No. 3 (Sep., 2005) (3): 473–505. JSTOR 3401475. doi:10.1111/j.1728-4457.2005.00080.x
35. ↑  Cheng, K.F. «What happened in China during the 1918 influenza pandemic?». International Journal of Infectious Diseases. Volume 11, Issue 4, July 2007: 360–364. Consultado em 5 de março de 2020. Cópia arquivada em 5 de dezembro de 2019
36. 1 2 3  Cheng, K.F. «What happened in China during the 1918 influenza pandemic?». International Journal of Infectious Diseases. Volume 11, Issue 4, July 2007: 360–364. Consultado em 5 de março de 2020. Cópia arquivada em 5 de dezembro de 2019
37. ↑  Klein, Christopher. «China Epicenter of 1918 Flu Pandemic, Historian Says». Consultado em 5 de março de 2020. Cópia arquivada em 5 de março de 2020
38. ↑  Vergano, Dan. «1918 Flu Pandemic That Killed 50 Million Originated in China, Historians Say». National Geographic. Consultado em 5 de março de 2020. Cópia arquivada em 3 de março de 2020
39. ↑  Saunders-Hastings, Patrick R.; Krewski, Daniel (6 de dezembro de 2016). «Reviewing the History of Pandemic Influenza: Understanding Patterns of Emergence and Transmission». Pathogens. 5 (4). 66 páginas. ISSN 2076-0817. PMC 5198166. PMID 27929449. doi:10.3390/pathogens5040066
40. ↑  Hannoun, Claude (1993). «La Grippe». Documents de la Conférence de l'Institut Pasteur. La Grippe Espagnole de 1918. Ed Techniques Encyclopédie Médico-Chirurgicale (EMC), Maladies infectieuses. 8-069-A-10
41. 1 2  Price-Smith 2008.
42. ↑  Humphries 2014.
43. ↑  Vergano, Dan (24 de janeiro de 2014). «1918 Flu Pandemic That Killed 50 Million Originated in China, Historians Say». National Geographic. Consultado em 4 de novembro de 2016. Cópia arquivada em 26 de janeiro de 2014
44. ↑  Sherman, Irwin W. (2007). Twelve diseases that changed our world. Washington, DC: ASM Press. p. 161. ISBN 978-1-55581-466-3
45. ↑  Qureshi 2016, p. 42.
46. ↑  Ewald 1994.
47. 1 2  «Spanish flu strikes during World War I». 14 de janeiro de 2010. Cópia arquivada em 11 de dezembro de 2013
48. ↑  Barry JM (janeiro de 2004). «The site of origin of the 1918 influenza pandemic and its public health implications». Journal of Translational Medicine. 2 (1): 3. PMC 340389. doi:10.1186/1479-5876-2-3
49. ↑  Bynum B (14 de março de 2009). «Stories of an influenza pandemic» (PDF). The Lancet. 373 (9667): 885–886. doi:10.1016/s0140-6736(09)60530-4. Consultado em 4 de março de 2018. Cópia arquivada (PDF) em 7 de março de 2020
50. ↑  Rego Barry, Rebecca (13 de novembro de 2018). «Exhuming the Flu». Science History Institute. Distillations. 4 (3): 40–43. Consultado em 6 de fevereiro de 2020. Cópia arquivada em 6 de fevereiro de 2020
51. ↑  «1918 Flu (Spanish flu epidemic)». Avian Bird Flu. Consultado em 21 de março de 2020. Cópia arquivada em 21 de maio de 2008
52. ↑  Billings 1997.
53. ↑  Dave Roos (3 de março de 2020). «Why the Second Wave of the 1918 Spanish Flu Was So Deadly». History. Consultado em 21 de março de 2020
54. ↑  «About the Spanish Flu». National Museum of Ireland. Consultado em 21 de março de 2020
55. ↑  «Spanish flu facts». Channel 4 News. 5 de outubro de 2005. Consultado em 21 de março de 2020. Cópia arquivada em 27 de janeiro de 2010
56. ↑  «O Demerara fez péssima viagem». Gazeta de Notícias (RJ), ano XLIII, edição 257, página 6/republicado pela Biblioteca Nacional-Hemeroteca Digital Brasileira. 16 de setembro de 1918
57. ↑  «'Navio da morte': a viagem em que o Demerara venceu bombardeios alemães e trouxe a gripe espanhola ao Brasil». BBC News Brasil. Consultado em 30 de agosto de 2022
58. ↑  «Pandemia de gripe de 1918». Fiocruz. Consultado em 15 de junho de 2020
59. ↑  «1918 Pandemic Influenza: Three Waves». Centers for Disease Control and Prevention. 24 de abril de 2019. Consultado em 23 de março de 2020
60. ↑  «The First Wave». Public Broadcasting Service. Consultado em 23 de março de 2020
61. ↑  «The 1918 Flu Epidemic» (PDF). Marist. 29 de setembro de 2005. Consultado em 23 de março de 2020
62. 1 2  TEIXEIRA, Luiz Antonio et al (orgs) (2018). História da Saúde no Brasil. São Paulo: Hucitec Editora. pp. 284–327
63. ↑  Taubenberger & Morens 2006, pp. 15–22.
64. 1 2 3 4  Patterson & Pyle 1991.
65. 1 2  Knobler 2005.
66. ↑  Johnson & Mueller 2002.
67. ↑  Chandra, Siddharth; Christensen, Julia (2 de março de 2019). «Re: "reassessing the Global Mortality Burden of the 1918 Influenza Pandemic"». Am. J. Epid. 188 (7): 1404–1406. doi:10.1093/aje/kwz044 e resposta: Peter Spreeuwenberg, Madelon Kroneman, and John Paget (2 de março de 2019). «The Authors Reply» (PDF). Am. J. Epid. 188 (7): 1405–1406. doi:10.1093/aje/kwz041. Consultado em 12 de março de 2020. Cópia arquivada (PDF) em 12 de março de 2020
68. ↑  «World Population». United States Census Bureau. Consultado em 21 de março de 2020. Cópia arquivada em 9 de julho de 2012
69. 1 2 3  Barry 2004.
70. ↑  Robinson Meyer (29 de abril de 2016). «Human extinction isn't that unlikely». The Atlantic. Consultado em 6 de fevereiro de 2018. Cópia arquivada em 1 de maio de 2016
71. 1 2  Mayor, S. (2000). «Flu experts warn of need for pandemic plans». British Medical Journal. 321 (7265). 852 páginas. PMC 1118673. PMID 11021855. doi:10.1136/bmj.321.7265.852
72. ↑  Chandra, Kuljanin & Wray 2012.
73. ↑  David Arnold, "Dearth and the Modern Empire: The 1918–19 Influenza Epidemic in India," Transactions of the Royal Historical Society 29 (2019): 181-200.
74. ↑  Iijima, W. (2003). «Spanish influenza in China, 1918–1920: a preliminary probe». In:  Phillips, H.; Killingray, D. The Spanish Flu Pandemic of 1918: New Perspectives. London and New York: Routledge. pp. 101–109
75. ↑  Iijima, Wataru (1998). The Spanish influenza in China, 1918–1920 (em inglês). [S.l.: s.n.] OCLC 46987588
76. 1 2  Langford, Christopher (2005). «Did the 1918–19 Influenza Pandemic Originate in China?». Population and Development Review (em inglês). 31 (3): 473–505. ISSN 1728-4457. doi:10.1111/j.1728-4457.2005.00080.x
77. 1 2  Iijima, Wataru (1998). «The Spanish influenza in China, 1918-1920»
78. ↑  CDC 2009.
79. 1 2  Jenny Nicholls (Abril de 2007). «Spanish Influenza in Japanese Armed Forces, 1918–1920». Centers for Disease Control and Prevention. Consultado em 22 de março de 2020. Cópia arquivada em 4 de junho de 2011
80. ↑  Emmy Fitri (28 de outubro de 2009). «Looking Through Indonesia's History For Answers to Swine Flu». Jakarta Globe. Consultado em 22 de março de 2020. Cópia arquivada em 20 de agosto de 2012
81. ↑  Kohn 2007.
82. ↑  Jenny Nicholls (14 de fevereiro de 2018). «1918 flu centenary: How to survive a pandemic». North & South. Consultado em 22 de março de 2020. Cópia arquivada em 9 de julho de 2019
83. ↑  Rice, Geoffrey; Bryder, Linda. Black November: the 1918 influenza pandemic in New Zealand Second, revised and enlarged ed. Christchurch, N.Z.: [s.n.] ISBN 978-1927145913. OCLC 960210402
84. ↑  
Afkhami 2003; Afkhami 2012.
85. 1 2  «The Great Pandemic: The United States in 1918–1919». U.S. Department of Health & Human Services. Consultado em 22 de março de 2020. Cópia arquivada em 23 de setembro de 2016
86. ↑  «Flu Epidemic Hit Utah Hard in 1918, 1919». 28 de março de 1995. Consultado em 7 de julho de 2012. Cópia arquivada em 30 de novembro de 2012
87. ↑  «The Great Pandemic of 1918: State by State». Centers for Disease Control and Prevention. Consultado em 22 de março de 2020. Cópia arquivada em 6 de maio de 2009
88. ↑  «The Spanish Flu: A deadly virus rages throughout Canada at the end of the First World War». Canadian Broadcasting Corporation. 2001. Consultado em 22 de março de 2020. Cópia arquivada em 9 de agosto de 2009
89. ↑  Mattos, Adriel (25 de março de 2020). «Maior pandemia da História, gripe espanhola matou 30 mil no Brasil após Primeira Guerra». Correio do Estado. Consultado em 28 de março de 2020
90. 1 2  Biernath, André (23 de março de 2020). «Quais as semelhanças entre a Covid-19 e outras pandemias do passado?». Abril. Saúde. Consultado em 28 de março de 2020
91. ↑  Ricardo Westin (15 de março de 2020). «Em 1918, gripe espanhola espalhou morte e pânico e gerou a semente do SUS». El País. Consultado em 22 de março de 2020
92. 1 2 3  «The "bird flu" that killed 40 million». BBC. 19 de outubro de 2005. Consultado em 22 de março de 2020. Cópia arquivada em 7 de novembro de 2017
93. 1 2 3  John Simkin (Setembro de 1997). «Influenzia in the First World War». Spartacus Educational. Consultado em 22 de março de 2020
94. ↑  «A gripe espanhola no Brasil - Elísio Augusto de Medeiros e Silva, empresário, escritor e membro da AEILIJ (elisio@mercomix.com.br) | O Jornal de Hoje». web.archive.org. 2 de fevereiro de 2014. Consultado em 25 de maio de 2020. Cópia arquivada em 2 de fevereiro de 2014
95. 1 2  Paulo Santos Ferreira (4 de março de 2020). «Há 102 anos a "pneumónica" levou os pastorinhos de Fátima e o pintor Amadeo de Souza-Cardoso». Contacto. Consultado em 22 de março de 2020
96. ↑  «Gripe Espanhola foi provocada por um vírus das aves». Diário de Notícias. 6 de outubro de 2005. Consultado em 22 de março de 2020
97. ↑  Hays 1998.
98. ↑  Marcus, Harold (1996). Haile Sellassie I: The formative years, 1892–1936. Trenton, NJ: Red Sea Press. pp. 36ff
99. ↑  Pankhurst 1991, pp. 48f.
100. ↑  Pankhurst 1991, p. 63.
101. ↑  Pankhurst 1991, pp. 51ff.
102. ↑  «Bacterial Pneumonia Caused Most Deaths in 1918 Influenza Pandemic». National Institutes of Health. 23 de setembro de 2015. Consultado em 17 de abril de 2016. Cópia arquivada em 22 de abril de 2016
103. 1 2  Taubenberger et al. 2001, pp. 1829–1839.
104. 1 2 3  Simonsen et al. 1998.
105. ↑  Hanssen, Olav. Undersøkelser over influenzaens optræden specielt i Bergen 1918–1922. Bg. 1923. 66 s. ill. (Haukeland sykehus. Med. avd. Arb. 2) (Klaus Hanssens fond. Skr. 3)
106. ↑  Payne MS, Bayatibojakhi S (2014). «Exploring preterm birth as a polymicrobial disease: an overview of the uterine microbiome». Frontiers in Immunology. 5. 595 páginas. PMC 4245917. PMID 25505898. doi:10.3389/fimmu.2014.00595
107. ↑  Barry 2004, p. 239.
108. ↑  Koenraad F van der Sluijs, Tom van der Poll, René Lutter, Nicole P Juffermans e Marcus J Schultz3 (19 de abril de 2010). «Bench-to-bedside review: Bacterial pneumonia with influenza - pathogenesis and clinical implications». US National Library of Medicine. Consultado em 22 de março de 2020
109. ↑  He et al. 2013.
110. ↑  Pandemic Influenza (PDF). Science and Technology Committee (Relatório). Report of Session 2005–2006. 4th. Broers, Alec, Baron Broers (chairman). UK House of Lords. 16 de dezembro de 2005. HL Paper 88. Consultado em 6 de maio de 2009. Cópia arquivada (PDF) em 8 de maio de 2009
111. ↑  Christopher Klein (4 de fevereiro de 2020). «Why October 1918 Was America's Deadliest Month Ever». History. Consultado em 22 de março de 2020
112. ↑  Gladwell 1997, p. 55.
113. ↑  Gladwell 1997, p. 63.
114. ↑  Fogarty International Center. «Summer Flu Outbreak of 1918 May Have Provided Partial Protection Against Lethal Fall Pandemic». Fic.nih.gov. Consultado em 19 de maio de 2012. Cópia arquivada em 27 de julho de 2011
115. ↑  Gladwell 1997, p. 56.
116. ↑  «Viruses of mass destruction». cnn.com. Fortune. 1 de novembro de 2004. Consultado em 30 de abril de 2009. Cópia arquivada em 6 de maio de 2009
117. 1 2  Denoon 2004.
118. ↑  Rice 2005, p. 221.
119. 1 2  Wishart, Skye (julho–agosto de 2018). «How the 1918 flu spread». New Zealand Geographic (152). 23 páginas. Consultado em 3 de agosto de 2018. Cópia arquivada em 3 de agosto de 2018
120. ↑  Langford, Christopher (2005). «Did the 1918–19 Influenza Pandemic Originate in China?». Population and Development Review. 31 (3): 473–505. ISSN 0098-7921. JSTOR 3401475. doi:10.1111/j.1728-4457.2005.00080.x
121. ↑  Killingray, David; Phillips, Howard (2003). The Spanish Influenza Pandemic of 1918–1919: New Perspectives (em inglês). [S.l.]: Routledge. ISBN 978-1-134-56640-2
122. ↑  Langford, Christopher (2005). «Did the 1918-19 Influenza Pandemic Originate in China?». Population and Development Review. 31 (3): 473–505. ISSN 0098-7921. JSTOR 3401475. doi:10.1111/j.1728-4457.2005.00080.x
123. 1 2  Spinney, Laura (2017). Pale rider – The Spanish flu of 1918 and how it changed the world. [S.l.: s.n.] pp. 167–169. ISBN 978-1-910702-37-6
124. ↑  Killingray, David; Phillips, Howard (2003). The Spanish Influenza Pandemic of 1918-1919: New Perspectives (em inglês). [S.l.]: Routledge. ISBN 978-1-134-56640-2
125. 1 2 3 4 5  Killingray, David; Phillips, Howard (2003). The Spanish Influenza Pandemic of 1918–1919: New Perspectives (em inglês). [S.l.]: Routledge. ISBN 978-1-134-56640-2
126. ↑  Cheng, K. F.; Leung, P. C. (1 de julho de 2007). «What happened in China during the 1918 influenza pandemic?». International Journal of Infectious Diseases. 11 (4): 360–364. ISSN 1201-9712. PMID 17379558. doi:10.1016/j.ijid.2006.07.009
127. ↑  «Influenza of 1918 (Spanish Flu) and the US Navy». history.navy.mil. Consultado em 14 de maio de 2009. Cópia arquivada em 11 de janeiro de 2015
128. ↑  World Health Organization Writing Group (2006). «Nonpharmaceutical interventions for pandemic influenza, international measures». Centers for Disease Control and Prevention (CDC) Emerging Infectious Diseases (EID) Journal. 12 (1): 81–87. PMC 3291414. PMID 16494722. doi:10.3201/eid1201.051370
129. ↑  «1919 – Spanish Flu Reports in south-western Victoria, Australia». 17 de setembro de 2004. Cópia arquivada em 17 de setembro de 2004
130. ↑  Ryan, Jeffrey, ed. (2009). Pandemic Influenza: Emergency planning and community preparedness. Boca Raton, FL: CRC Press. p. 24
131. ↑  "Colonial Annual Report", 1919
132. 1 2  Starko 2009.
133. 1 2  Noymer, Carreon & Johnson 2010.
134. ↑  Starko 2010.
135. ↑  Almond, Douglas (1 de agosto de 2006). «Is the 1918 Influenza Pandemic Over? Long‐Term Effects of In Utero Influenza Exposure in the Post‐1940 U.S. Population». Journal of Political Economy. 114 (4): 672–712. ISSN 0022-3808. doi:10.1086/507154
136. ↑  Beach, Brian; Ferrie, Joseph P.; Saavedra, Martin H. (2018). «Fetal shock or selection? The 1918 influenza pandemic and human capital development». nber.org. doi:10.3386/w24725. Consultado em 18 de junho de 2018. Cópia arquivada em 18 de junho de 2018
137. ↑  Vilensky, Foley & Gilman 2007.
138. ↑  Honigsbaum 2008.
139. ↑  Morrisey 1986.
140. ↑  Benedict & Braithwaite 2000, p. 38.
141. ↑  Crosby 2003, pp. 320–322.
142. ↑  Garret 2007.
143. ↑  Robin Lindley (6 de novembro de 2012). «The Forgotten American Pandemic: Historian Dr. Nancy K. Bristow on the Influenza Epidemic of 1918». Columbian College of Arts & Sciences. Consultado em 22 de março de 2020
144. ↑  «Open Collections Program: Contagion, Spanish Influenza in North America, 1918–1919». Consultado em 22 de novembro de 2016. Cópia arquivada em 20 de novembro de 2016
145. ↑  Harder, Timm C.; Ortrud, Werner. «Chapter Two: Avian Influenza». Influenza Report 2006. [S.l.]: published online
146. ↑  Taubenberger et al. 2005.
147. ↑  Antonovics, Hood & Baker 2006.
148. ↑  Vana & Westover 2008.
149. ↑  dos Reis, Hay & Goldstein 2009.
150. ↑  Michael Worobey, Guan-Zhu Han e Andrew Rambaut (3 de junho de 2014). «Genesis and pathogenesis of the 1918 pandemic H1N1 influenza A virus». Proceedings of the National Academy of Sciences. Consultado em 22 de março de 2020
151. ↑  Mario dos Reis, Alan J. Hay e Richard A. Goldstein (29 de setembro de 2009). «Using Non-Homogeneous Models of Nucleotide Substitution to Identify Host Shift Events: Application to the Origin of the 1918 'Spanish' Influenza Pandemic Virus». Journal of Molecular Evolution volume. SpringerLink. Consultado em 22 de março de 2020
152. ↑  «Researchers reconstruct 1918 pandemic influenza virus; effort designed to advance preparedness». Center for Disease Control. Consultado em 2 de setembro de 2009. Cópia arquivada em 19 de outubro de 2011
153. ↑  Kobasa & et al. 2007.
154. ↑  Seth Borenstein (17 de janeiro de 2007). «Research on monkeys finds resurrected 1918 flu killed by turning the body against itself». The Associated Press. USA Today. Consultado em 22 de março de 2020. Cópia arquivada em 5 de março de 2009
155. ↑  «Body exhumed in fight against flu». BBC. 16 de setembro de 2008. Consultado em 22 de março de 2020. Cópia arquivada em 17 de setembro de 2008
156. ↑  «In Search of Spanish Flu». BBC. 5 de agosto de 2009. Consultado em 22 de março de 2020
157. ↑  Fox 2008.
158. ↑  «Scientists isolate genes that made 1918 flu lethal» (em inglês)
159. ↑  Fox 2010.
160. ↑  Madhav 2013.